# Fundo de Conservação dos Guepardos

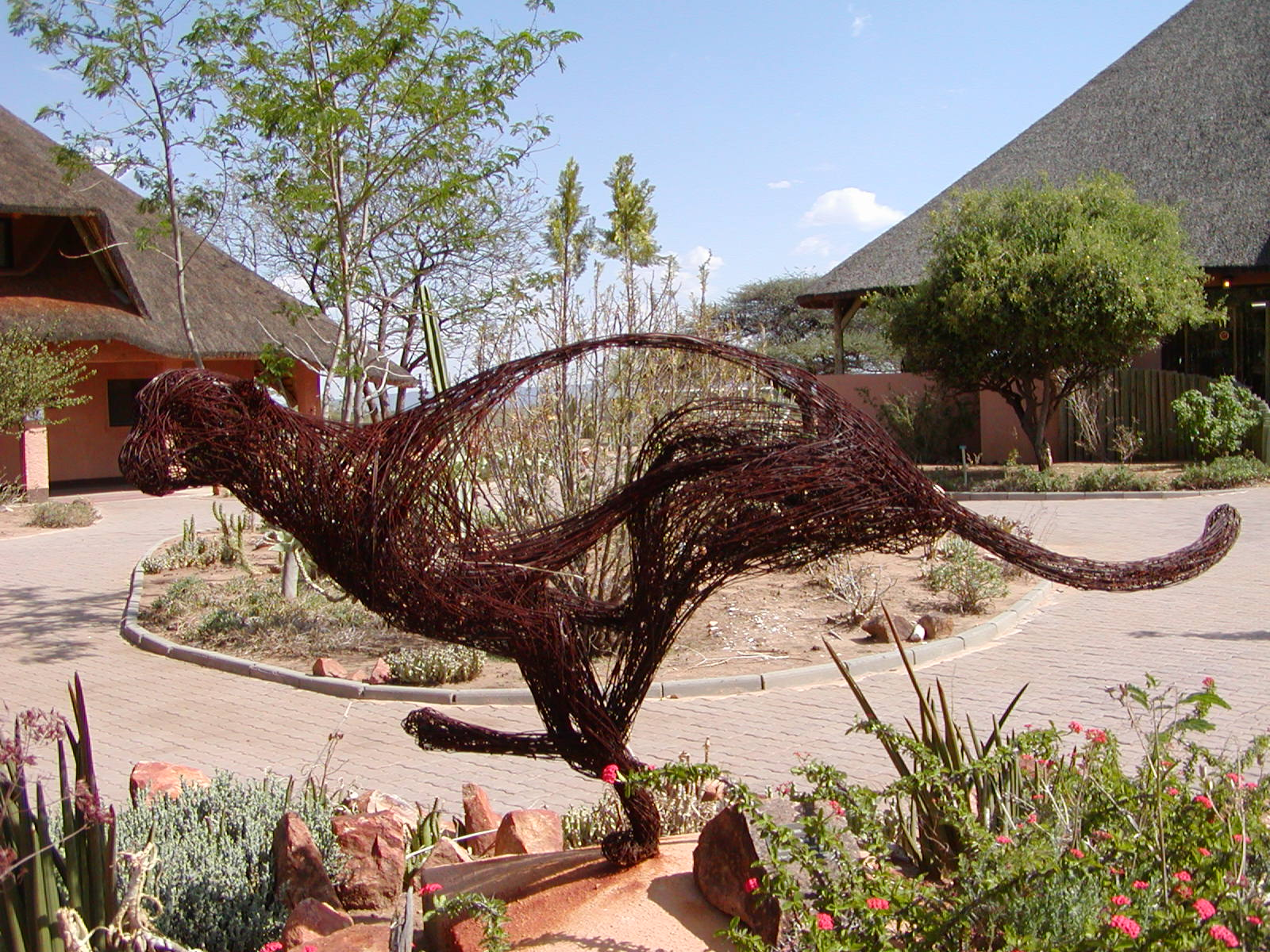
Centro de Pesquisa e Campo do Cheetah Conservation Fund em Otjiwarongo, Namíbia.

O Fundo de Conservação dos Guepardos (em inglês: The Cheetah Conservation Fund, CCF) é uma organização ambiental fundada em 1990 que visa proteger os guepardos (também conhecidos como chita) na natureza. O centro de investigação de ensino e a sede do CCF está localizado perto de Otjiwarongo, na Namíbia, o país com a maior população saudável de guepardos. 
Além da Namíbia, o CCF também atua como organização ambiental nos Estados Unidos, Canadá e Reino Unido.

## Objetivos e resultados
O CCF é um centro de excelência com referência internacional que visa a proteção e a conservação das chitas através de medidas educativas,  pesquisas,  práticas e os melhores métodos, para resgatar a espécie. Isso resulta em ajudar o leopardo, em frente à ameaça de extinção e a proteção dos seus habitats e ecossistemas. Em linhas gerais, visa garantir a melhor coexistência possível entre os homens e as chitas.
Desde a sua criação, o CCF garante que alguns importantes êxitos possam ser alcançados. A organização sem fins lucrativos tem um número de programas iniciados, que, inter alia, com a exploração da fisiologia da chita, o seu comportamento, habitat, suas presas, e também a influência e o potencial conflito que seres humanos e outros animais empregam. Os resultados destes programas serão apresentados e publicados internacionalmente e utilizados por especialistas de educação especial e de proteção possam começar.
Isto faz com que agora, não apenas na Namíbia, mas também nos demais países do mundo, haja uma maior consciência das pessoas sobre a importância da chita para o ecossistema e as ameaças que elas sofrem. 
Atualmente, muitos agricultores da Namíbia está implementando métodos amigos dos animais, principalmente em terras onde vivem a maioria das chitas selvagens.
O projeto testou um programa para restaurar o habitat das chitas, eliminando arbustos invasores, monitorando a colheita de arbustos espessos, montando um esquema que seja apropriado para o habitat das chitas nas terras agrícolas e seja benéfico também para os agricultores.
O CCF também produz o Bushblok, um produto ecológico, que é um tronco combustível feito de arbustos espinhosos, que ajuda a combater o arbusto invasor, restaurando o habitat da chita. O material é distribuído em diversos locais e incinerado, de forma a garantir que arbustos invasores possam ser removidos, e mantenha quantidades adequadas por grandes períodos de tempo.
Com base na experiência deste projeto-piloto, que teve início na terra da chita, tornou a área da reserva apta para a caça de outras espécies novamente. 
A ideia era que os lucros provenientes da venda de Bushblok cobrisse as despesas para o projeto por conta própria. 

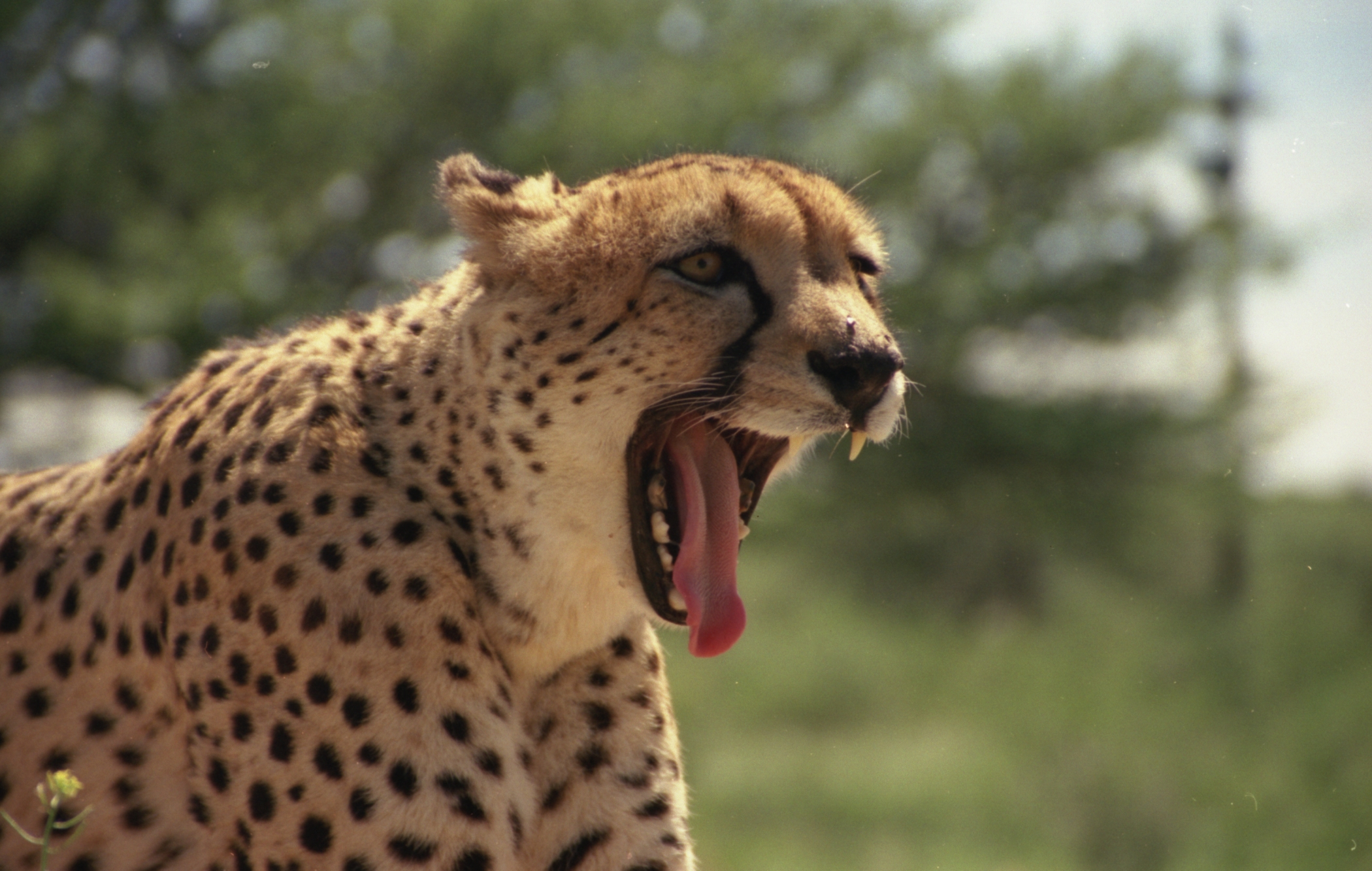
Programas de conservação e cuidados veterinários adequados são essenciais para melhorar a qualidade de vida das chitas em cativeiro.

## Saúde e reprodução
O CCF opera investigações no campo da genética e da ecologia, lida também com questões de saúde, bem como aqueles para a reprodução das Chitas e o impacto da influência humana sobre os animais. 
Novas descobertas são publicadas periodicamente. O CCF também apoia outras organizações na gestão dos animais de cativeiro, bem como as chitas selvagens no mundo e possui uma extensa base de dados fisiológicos e banco genético. Foi coletado 244 amostras de sêmen de chitas selvagens, bem como chitas residentes no CCF (até dezembro de 2007).

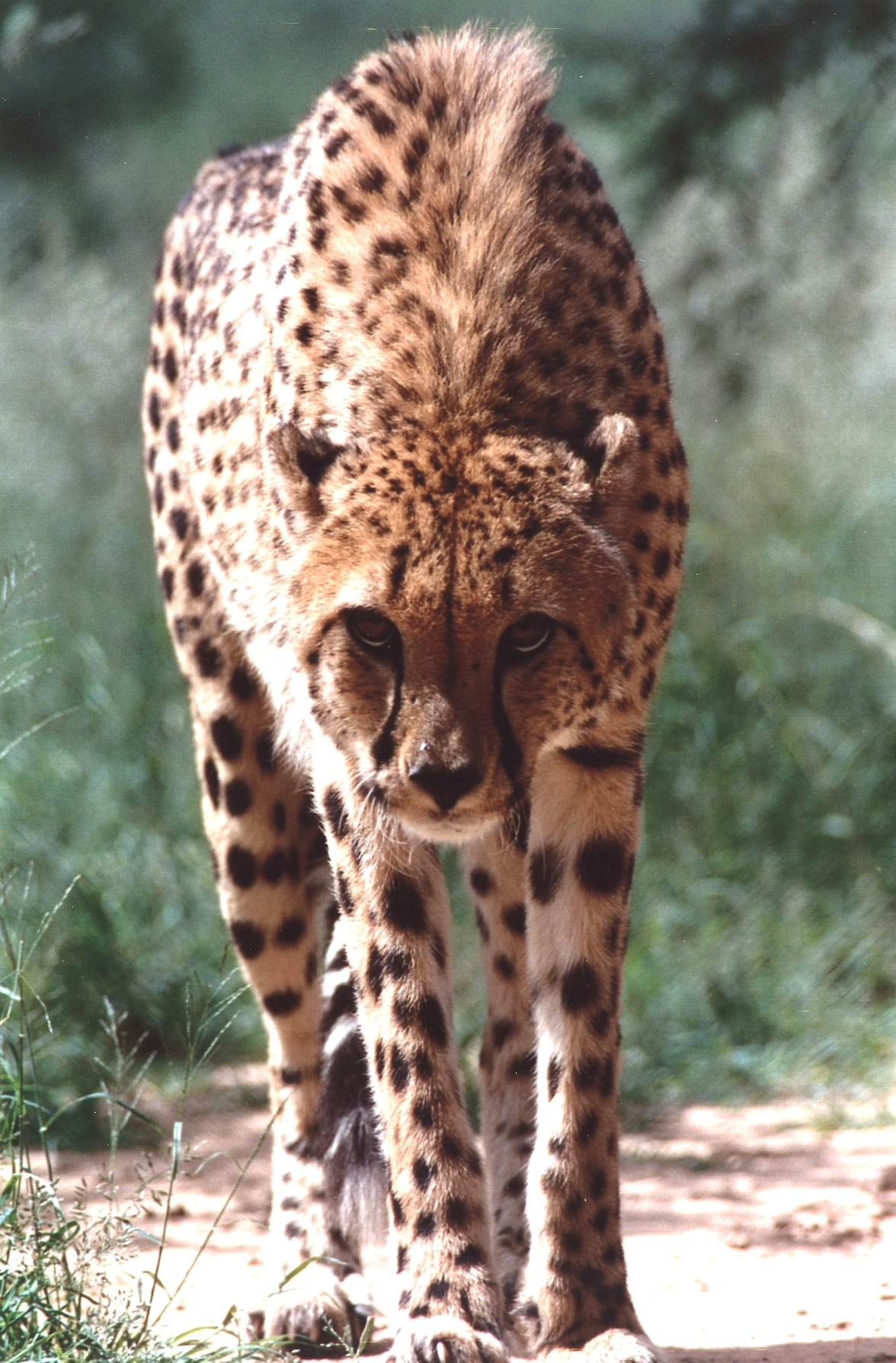
Um exemplar de guepardo.

## Influência humana sobre o leopardo
- Estudos sobre o uso eficaz dos portões giratórios, a realocação de guepardos problemáticos, tais como a introdução da Pecuária Guarding Dog Program (programa de treinamento de cães de guarda do gado), que tornam os cães pastores treinados para proteger o gado, já que eles estão particularmente bem adaptados e com este programa já conseguiu grandes êxitos.
- A criação de programas de longo prazo para a proteção mundial das chitas. Estes incluem o desenvolvimento, teste e suporte de administração das terras, métodos alternativos, criação de áreas protegidas e eco-turismo.
- Locais e programas de informação internacional, para orientar os agricultores residentes em diversos países com populações remanescentes de chitas. Objetiva educar, evitar ou sanar situações de conflito, entre os agricultores e os animais predadores, especialmente chitas. Aprender e resolver problemas, evitando o abate desses animais. Para este efeito, o CCF tem materiais prontos para informação mundial. [7][8]